# أحمد (مغني)
أحمد (بالإنجليزية: Ahmad) هو مغني وكاتب أغاني أمريكي، ولد في 12 أكتوبر 1976 في لوس أنجلوس في الولايات المتحدة.

## وصلات خارجية
- أحمد على موقع ميوزك برينز (الإنجليزية)
- أحمد على موقع أول ميوزيك (الإنجليزية)
- أحمد على موقع ديسكوغز (الإنجليزية)